# Municipio de Lewis (Kansas)
El municipio de Lewis (en inglés: Lewis Township) es un municipio ubicado en el condado de Gove en el estado estadounidense de Kansas. En el año 2010 tenía una población de 7 habitantes y una densidad poblacional de 0,02 personas por km².

## Geografía
El municipio de Lewis se encuentra ubicado en las coordenadas 38°47′13″N 100°42′25″O / 38.78694, -100.70694. Según la Oficina del Censo de los Estados Unidos, el municipio tiene una superficie total de 371.9 km², de la cual 371,9 km² corresponden a tierra firme y (0 %) 0 km² es agua.

## Demografía
Según el censo de 2010, había 7 personas residiendo en el municipio de Lewis. La densidad de población era de 0,02 hab./km². De los 7 habitantes, el municipio de Lewis estaba compuesto por el 100 % blancos. Del total de la población el 0 % eran hispanos o latinos de cualquier raza.